# الجامعة الدولية الخاصة بتونس
الجامعة الدولية الخاصة بتونس  (بالفرنسية: Université internationale de Tunis)‏ هي جامعة تعليم عالي تونسية خاصة، مقرها تونس العاصمة. تأسست في 2002.

## التاريخ
تأسست الجامعة في 2002 من قبل هالة النيفر، حفيدة الشيخ محمد صالح النيفر من عائلة النيفر. الجامعة هي ذات توجه دولي بفضل شراكات دولية وكذلك قدر صهر كبير من بين الطلاب، الذين يحملون أكثر من 20 جنسية.

## الشراكات الدولية
- كلية مانهايم.
- جامعة مانهايم.
- مدرسة فاتيل الفندقية.
- جامعة بوسطن.
- جامعة بيربينيا.

## التعليم
تقدم الجامعة ليسانس في القانون والإدارة وعلم الحاسوب، وماجستير في التدقيق الخارجي والتمويل وإدارة الموارد البشرية والتسويق والإدارة.

## مقالات ذات صلة
- قائمة الجامعات التونسية

## روابط خارجية
- الموقع الرسمي.